# Howard Swift
Howard Swift (29 août 1912 - 13 janvier 1983) est un animateur, scénariste d'animation et réalisateur américain.

## Filmographie

### Comme animateur
- 1940 : Pinocchio (non crédité)
- 1940 : Fantasia, séquence La Danse des heures
- 1942 : Bambi

### Comme réalisateur
- 1944 : Polly Wants a Doctor
- 1944 : Giddy-Yapping
- 1944 : The Disillusioned Bluebird
- 1944 : Mr. Fore by Fore
- 1944 : The Case of the Screaming Bishop
- 1944 : As the Fly Flies
- 1944 : Kickapoo Juice
- 1945 : Booby Socks
- 1945 : Hot Foot Lights
- 1945 : Carnival Courage
- 1945 : Kongo-Roo
- 1946 : Polar Playmates
- 1946 : Unsure Runts
- 1946 : The Schooner the Better
- 1946 : Cagey Bird
- 1946 : Loco Lobo
- 1947 : Fowl Brawl
- 1947 : Big House Blues
- 1947 : Leave Us Chase It
- 1947 : Tooth or Consequences
- 1948 : Pickled Puss
- 1969 : Scooby Doo, Where Are You! (série télé, plusieurs épisodes)